# Kant (Kirgisistan)

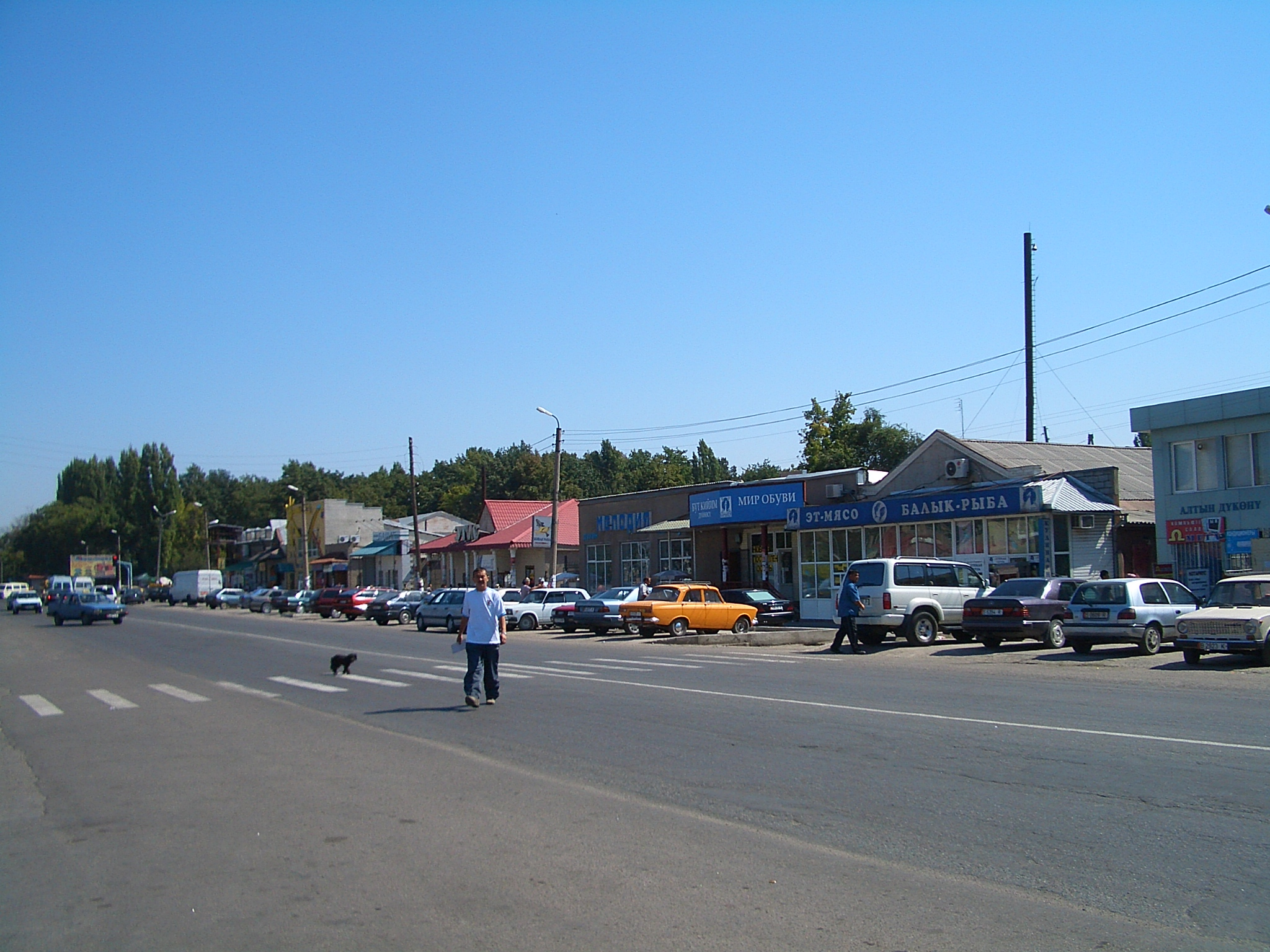
Hauptstraße

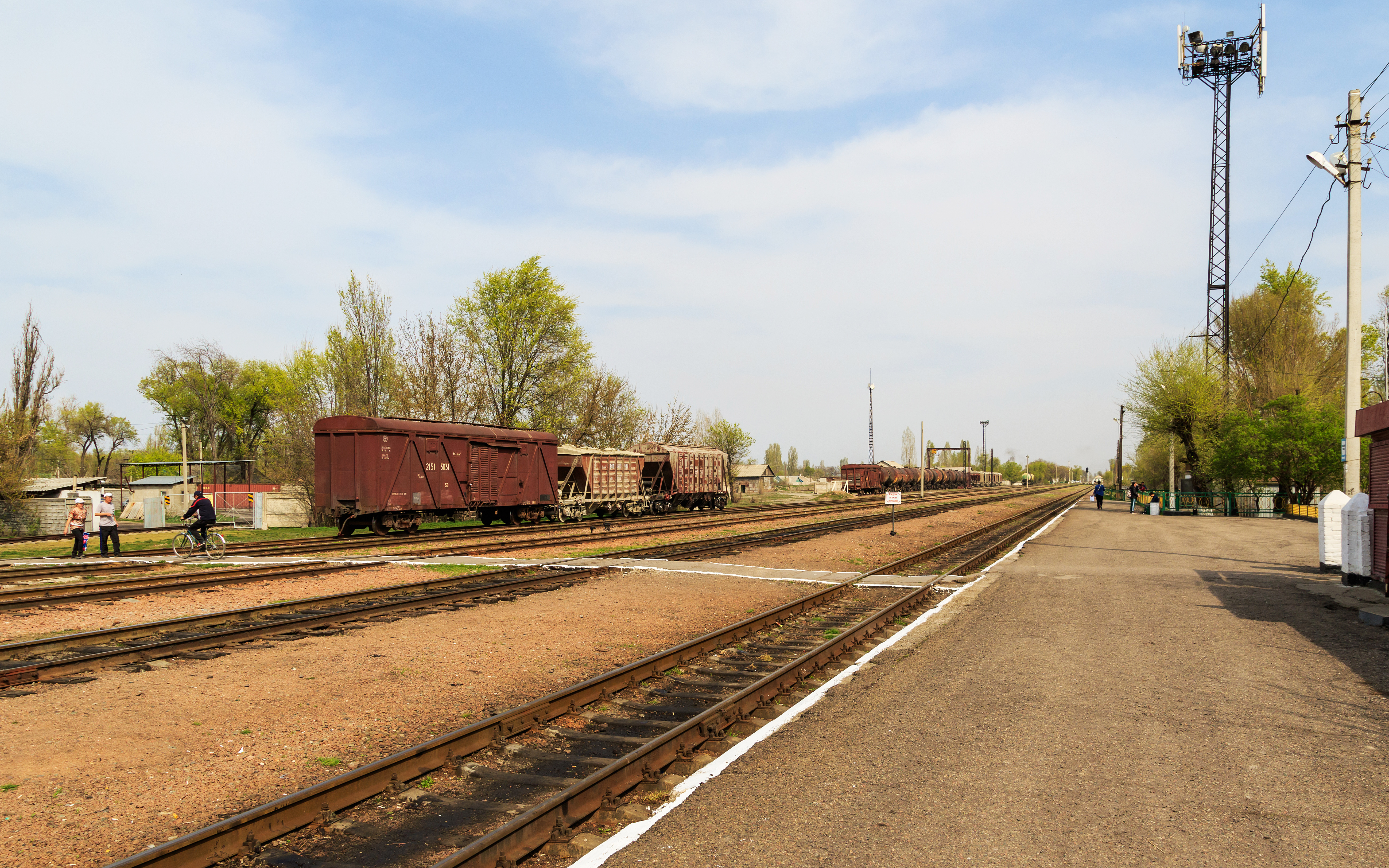
Bahnhof

Kant (kirgisisch Кант) ist eine Industriestadt in der Tschüi-Ebene im nördlichen Kirgisistan, etwa 21 km östlich von der Hauptstadt Bischkek (Frunse) entfernt und nahe der kasachischen Grenze mit 23.249 Einwohnern.
Kant ist Verwaltungssitz des Rajons Yssyk-Ata im Oblus Tschüi.

## Etymologie
Der Name Kant (kirgisisch für „Zucker“) entstand, als in den 1930er Jahren eine Zuckerfabrik gebaut wurde. Die manchmal gehörte Behauptung, die Stadt sei nach dem deutschen Philosophen Immanuel Kant benannt, ist unrichtig.

## Geschichte
Die Stadt entstand im Jahre 1934 aus einer Zuckerfabrik – daher auch der Name. 1941 wurde im Zuge des Zweiten Weltkriegs eine Luftwaffenbasis errichtet, die bis heute besteht (siehe Abschnitt 'Luftwaffenbasis'). 1964 entstand außerdem eine Zementfabrik.

## Wirtschaft
Die Stadt hat seit dem Zusammenbruch der Sowjetunion viele Arbeitsplätze in Industrie und Gewerbe eingebüßt. Eines der bekanntesten weiterhin florierenden Unternehmen ist die Abdysh-Ata Brauerei, deren Produkte sich großer Beliebtheit im Lande erfreuen. Insgesamt gibt es in Kant 45 Industriebetriebe, einer davon ist die Zuckerfabrik Kajyngdy-Kant.

## Verkehr
Die Stadt liegt an der Nationalstraße A 365 von Bischkek nach Balyktschy und an der Bahnstrecke Bischkek–Balyktschy.

## Luftwaffenstützpunkt
Im Jahre 1941 verlegte die Sowjetunion eine Luftwaffenbasis und Pilotenschule von Odessa nach Kant. Während des Zweiten Weltkriegs wurden dort mehr als 1.500 Piloten ausgebildet. Ab 1956 wurden auch ausländische Piloten dort ausgebildet: unter ihnen waren die späteren Präsidenten von Ägypten, Hosni Mubarak, und von Syrien, Hafiz al-Assad, sowie der indische Air Chief Marshal Dilbagh Singh. 1992, nach dem Ende der Sowjetunion, wurde die Basis an die Kirgisische Republik übergeben. Seit Oktober 2003 wird der Stützpunkt wieder von der russischen Luftwaffe genutzt, die dort als Antwort auf die seit Dezember 2001 in Bischkek stationierten US-Amerikaner die 999. Luftbasis der 5. Luftarmee unterhält.

## Bevölkerung
Die Stadt war während der Sowjetzeit Wohnort einer großen Anzahl ehemaliger Wolgadeutscher, die von Stalin nach Hitlers Angriff auf die Sowjetunion aus der Wolgaregion nach Zentralasien zwangsdeportiert worden waren, als die Wolgadeutsche Autonome Sozialistische Sowjetrepublik aufgelöst wurde. Die weitaus meisten von ihnen haben Kirgisistan inzwischen verlassen, um nach Deutschland umzusiedeln. Einige Dörfer in der Umgebung, wie Luxemburg (Люксембург), Friedenfeld (Фриденфельд) und Bergtal (Бергталь) (seit 1927 offiziell Rot-Front genannt), tragen noch immer ihre deutschen Namen, aber nur noch kleine Reste der Nachfahren ihrer wolgadeutschen Gründer sind dort verblieben. Auch das Dorf Telman (Thälmann) ist deutschen Ursprungs; es wurde 1925 unter dem Namen „Grünfeld“ gegründet. Ein kleines Museum in der Dorfschule von Bergtal/Rot-Front bewahrt das Andenken an die Vorfahren und ihren langen und beschwerlichen Weg nach Zentralasien.

## Religion

### Islam
Wie auch in den meisten anderen Städten ist die Mehrheit der Bevölkerung muslimisch.

### Evangelisch-lutherisch
Seit den 1960er Jahren gibt es in Kant eine Gemeinde der Evangelisch-Lutherischen Kirche in der Kirgisischen Republik (ELKKR). Damals lebte hier noch eine Vielzahl Russlanddeutscher. Die Gemeindeglieder wohnen weit verstreut im Großraum Kant. Das neue Bethaus wurde erst in den 2010er Jahren gekauft und renoviert. Die Gemeinde wird von Bischkek aus betreut.

## Sport
In der Stadt ist der von der örtlichen Brauerei unterstützte Fußballverein Abdish-Ata Kant beheimatet. Er spielt aktuell in der Top Liga. Heimstadion ist der Stadion Sportkompleks Abdysh-Ata. Der 2020 gegründete FK Talant aus Kant spielt ebenfalls in der Top Liga. Sein Heimstadion ist das Sports City Stadion.

## Söhne und Töchter der Stadt
- Michail Schwydkoi (* 1948), russischer Kunstwissenschaftler und Politiker
- Orsubek Nasarow (* 1966), kirgisischer Politiker und ehemaliger Boxer
- Anton Semljanuchin (* 1988), Fußballspieler
- Viktor Maier (* 1990), kirgisisch-deutscher Fußballspieler